# 对柱石太阳虫
对柱石太阳虫（学名：Lithelius amphistylis）为石太阳虫科石太阳虫属的动物。在中国，分布于南海等海域。